# Stanisław Popławski (rzeźbiarz)
Stanisław Popławski (ur. 4 lipca 1886 w Warszawie, zm. 7 czerwca 1959 w Krakowie) – polski rzeźbiarz, ceramik, profesor ASP w Krakowie. 

## Życiorys
Ukończył szkołę realną w Warszawie, następnie w latach 1901–1906 studiował w warszawskiej Szkole Rysunkowej Wojciecha Gersona oraz prywatnie u Piusa Welońskiego, studia kontynuował również we Florencji (1906). Od 1906 do 1911 studiował rzeźbę w Akademii Sztuk Pięknych w Krakowie, pod kierunkiem Konstantego Laszczki i Alfreda Dauna. W 1913 przebywał w Paryżu i Rzymie. Po powrocie wstąpił do Związku Strzeleckiego „Strzelec”, 5 sierpnia 1914 zgłosił się do oddziału strzeleckiego Legionów Polskich. Następnie został oddelegowany do Intendentury I Brygady w stopniu szeregowca. W drugiej połowie 1916 został przeniesiony do rezerwy, ze względu na zły stan zdrowia.
W latach 1923–1930 pracował jako pedagog w Szkole Sztuk Zdobniczych i Przemysłu Artystycznego w Krakowie. Od 1937 był wykładowcą na ASP w Krakowie, zajmował tam również stanowisko kierownika Zakładu Ceramiki.
11 listopada 1937 otrzymał Krzyż Oficerski Orderu Odrodzenia Polski.
Zmarł 7 czerwca 1959 w Krakowie. Pochowany na Cmentarzu Salwatorskim (sektor SC9-10-10).